# Nicolae Necula
Nicolae Necula (n. 18 martie 1944, Nicolești, România – d. 4 septembrie 2017, București, România) a fost un preot profesor doctor teolog liturgist român, care a îndeplinit funcția de decan al Facultății de Teologie Ortodoxă din București (2000-2007).

## Biografie
Nicolae Necula s-a născut la data de 18 martie 1944 în comuna Nicolești (județul Buzău). A efectuat studii la Seminarul Teologic "Chesarie Episcopul" din Buzău (1959-1964), apoi la Institutul Teologic Universitar din București (1964-1968). 
Și-a continuat studiile, urmând cursuri de doctorat între anii 1968-1971, în specialitatea "Liturgică, Pastorală și Artă creștină". A absolvit și studii de specializare la Institutul de studii superioare copte din Cairo (1970-1971) și la Facultatea Valdeză de Teologie din Roma (1974-1975). A obținut titlul științific de doctor în teologie la Institutul Teologic din București, în anul 1977, cu teza Doctrina și viața religioasă a Bisericii Copte reflectate în textele ei liturgice (Rugăciuni și imne).
După absolvirea facultății, a lucrat ca pedagog la Seminarul Teologic din București (1971-1972), fiind transferat apoi în redacția Editurii Institutului Biblic și de Misiune Ortodoxă (1972-1975). Din anul 1975, este cooptat în învățământul universitar la Institutul Teologic din București mai întâi ca asistent la secția practică (1975),  ca lector încredințat cu suplinirea catedrei de drept bisericesc (1978-1981), apoi a celei de Liturgică și Pastorală (din 1982) și în cele din urmă ca profesor titular la Catedra de Liturgică și Pastorală (din 1984). 
Hirotonit ca diacon (1975) și preot (1976), pr. prof. dr. Nicolae Necula a fost delegat la diferite întruniri ecumenice de peste hotare. 

## Distincții
A fost decorat în februarie 2004 cu Ordinul Meritul Cultural în grad de Comandor, Categoria G - „Cultele”, „în semn de apreciere deosebită pentru activitatea susținută în domeniul cultelor, pentru spiritul ecumenic și civic dovedit și pentru contribuția avută la întărirea legăturilor interconfesionale, de bună și pașnică conviețuire între toți oamenii”.

## Controverse
În anul 2000, prof. Nicolae Necula a fost ales în funcția de decan al Facultății de Teologie Ortodoxă "Patriarhul Justinian" din București. El și-a dat demisia din această funcție în iulie 2007, în urma acuzațiilor că ar fi abuzat de funcție pentru a schimba lucrarea de licență a fiului său.
Acesta fusese convocat în săptămâna anterioară de către Colegiul de etică al Universității din București pentru a da explicații în legătura cu mai multe sesizări venite din partea unor cadre didactice de la Facultatea de Teologie, care îl acuzau pe decan că ar fi contribuit la fraudarea examenului de licența în favoarea fiului său.
El a fost acuzat că a participat la redactarea subiectelor de examen, deși legea interzice acest lucru pe motiv de incompatibilitate. În cadrul examenului de licență din data de 29 iunie 2007, fiul decanului a obținut nota 9,10. Unele cadre didactice din facultate (care, probabil, îl invidiau pentru pozitia pe care acesta, cu bune merite, o ocupa în conducerea facultății) au decis sa susțină că decanul, împreună cu doi profesori, au schimbat lucrarea originala cu o alta. Universitatea București a anulat lucrarea de licență în urma amploarei scandalului iscat 

## Lucrări publicate

### Cărți
- Tradiție și înnoire în slujirea liturgică - 3 vol. (vol. I și II, Editura Episcopiei Dunării de Jos, Galați, 1996 și 2001; vol. III, Editura Institutului Biblic și de Misiune al Bisericii Ortodoxe Române, București, 2005).

### Articole
Prof. Nicolae Necula a publicat un număr mare de articole, note, cronici, recenzii în revistele "Ortodoxia", "Biserica Ortodoxă Română", "Studii teologice", predici în “Glasul Bisericii" etc. Menționăm următoarele:
- Participarea credincioșilor laici la cult în Bisericile răsăritene, în ST, an XXII, 1970, nr. 3-4, p. 278-290;
- Privire de sinteză asupra sculpturii religioase în piatră la românii până la sfârșitul secolului al XVIII-lea în Țara Românească și Moldova, în BOR, an. LXXXVIII, 1970, nr.11-12, p. 1259-1274;
- Câteva trăsături generale ale artei copte, în “Ortodoxia", an. XXIII, 1971, nr. 3, p. 429-440;
- Scurtă privire asupra literaturii religioase a Bisericii Copte și îndeosebi asupra cărților ei de cult, în BOR, an. LXXXIX, 1971, nr. 5-6, p. 644-659;
- Ritualul Botezului creștin și al Mirungerii în riturile liturgice răsăritene, în GB, an. XXX, 1971, nr. 9-10, p. 828-846;
- Organizarea învățământului teologic și cântarea cultică în Biserica Ortodoxă Coptă, în GB, an.  XXXII, 1973, nr. 7-9, p. 765-781;
- Cultul Maicii Domnului în Biserica Coptă, în “Ortodoxia", an. XXVI, 1974, nr. 1, p. 107- 118;
- Doctrina și viața religioasă a Bisericii Copte reflectate în textele ei liturgice (Rugăciuni și imne). (teză de doctorat), în  “Ortodoxia", an. XXVIII, 1976, nr. 3-4, p. 473-526;
- Aspecte ale artei pastorale la Sfinții Trei Ierarhi, în ST, an. XXX, 1978, nr. 3-4, p. 320-328;
- Anafora Sfântului Vasile cel Mare din ritul liturgic copt (introducere, traducere și note), în GB, an. XXXVIII, 1979, nr. 11-12, p. 1141-1156;
- Operă canonică a patriarhilor copți din secolele XI-XIII și importanța ei pentru viața Bisericii Copte, în BOR, an. C, 1982, nr. 1-2, p. 193-204;
- Rânduiala laudelor bisericești din Biserica Coptă în comparație cu rânduiala din ritul bizantin, în GB, XLI, 1982, nr. 4-6, p. 391-398;
- Simbolismul locașului de cult în opera liturgică a Sfântului Simeon, arhiepiscopul Tesalonicului (sec. XV), în GB, an. XLII, 1983, nr. 9-12, p.634-650;
- Învățătura despre post în Biserica Ortodoxă, în ST, an. XXXVI, 1984, nr. 7-8, p. 514-520;
- Rolul preotului ortodox român în viața obștească, în BOR, an. CIV, 1986, nr. 1-2, p. 59-68;
- Particularități ale ritului liturgic rus față de al celorlalte Biserici autocefale, în ST an. XL, 1989, nr. 1, p. 70 - 75;
- Legătura dintre viața liturgică și opera de caritate în Ortodoxie, în GB, an. L, 1991, nr. 1-3, p. 79-92.